# Vladimir Nazlymov
Vladimir Aliverovitj Nazlymov (ryska: Владимир Аливерович Назлымов), född den 1 november 1945 i Machatjkala, Ryssland, är en sovjetisk fäktare som tog OS-guld i herrarnas lagtävling i sabel i samband med de olympiska fäktningstävlingarna 1980 i Moskva.